# Ектор Пабло Агості
Ектор Пабло Агості (ісп. Héctor Pablo Agosti; нар. 20 серпня 1911, Буенос-Айрес — пом. 29 липня 1984, Буенос-Айрес) — аргентинський філософ-марксист, політик, журналіст, есеїст, письменник, літературознавець.

## Біографія
Народився 20 серпня 1911 року в Буенос-Айресі. Закінчив Університет Буенос-Айреса.
Був членом Комуністичної партії Аргентини, редактором марксистського теоретичного журналу «Куадернос де культура» («Cuadernos de Cultura»). За політичну діяльність піддавався переслідуванням і знаходився в заточенні.
Помер в Буенос-Айресі 29 липня 1984 року.

## Роботи
Роботи присвячені проблемам культури і літератури:
- «Людина-бранець» (1938);
- «Французька література» (1944);
- «Захист реалізму» (1945);
- «Інхеньерос, наставник молоді» (1945);
- «Судовий журнал» (1949);
- «Ечеверрія» (1951);
- «За політику в культурі» (1956);
- «Нація і культура» (1959);
- «Міф про лібералізм» (1959);
- «Відроджений Тантал» (1964);
- «Войовнича літературна критика» (1969);
- «Анібаль Понсе. Спогад і присутність» (1974);
- «Габріель Брачо: можливості реалізму» (1975).